# Ghost Club
Ghost Club – brytyjski klub założony w Londynie w 1862 r., zajmujący się zjawiskami paranormalnymi. To najstarsza na świecie organizacja tego typu.